# Вірменська література
Вірменська література — сукупність художньої літератури, створеної вірменською мовою; одна з найдавніших літератур світу.

## Історія

### Античність

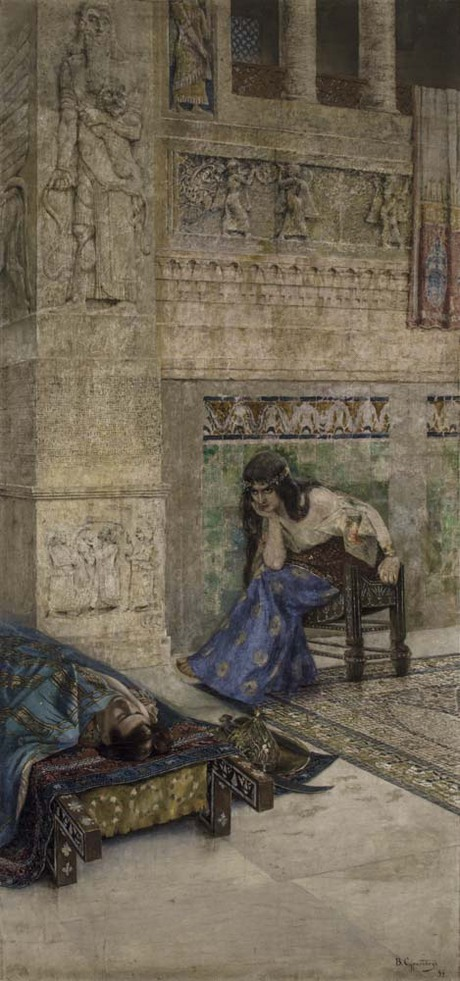
Ара Прекрасний і Шамірам, картина Вардкеса Суренянца (1899)

Існує думка, відповідно до якої ще у III—I століттях до н. е. у стародавніх вірменів існували особливі «жрецькі письмена», якими створювались храмові книги й літописи. У I—II століттях жив історик, жрець Олюмп, про якого повідомляв Мовсес Хоренаці. Олюмп був автором «Храмових історій», однак, якою мовою було написано працю, наразі невідомо. У III столітті сирійський вчений Вардесан переклав їх сирійською та грецькою. На жаль, жодних пам'яток того письма дотепер не збереглось.
До формування вірменської писемності розвивався багатий літературний фольклор — тісно пов'язаний з вірменською міфологією. Давньовірменські легенди й епічні пісні вперше були зафіксовані у вірменських авторів V століття. Найдавніші з них оповідання й билини про Гайка, Ару Прекрасного, Торк Ангеха, Артавазда, Вагна, Тиграна й Аждаака, Єрванда та Єрваза, Вішапів тощо.
В основі епічної пісні про Гайка лежить ідея боротьби проти тиранії, образ якої формує ассирійсько-вавилонський бог Бел.
Існувала багата усна література. Деякі зразки були записані та збереглись завдяки авторам V століття. Хоренаці передав кілька найцінніших зразків античної вірменської усної літератури, один із них «Про царя Арташеса» (II—I століття до н. е.

### Історія створення вірменської абетки

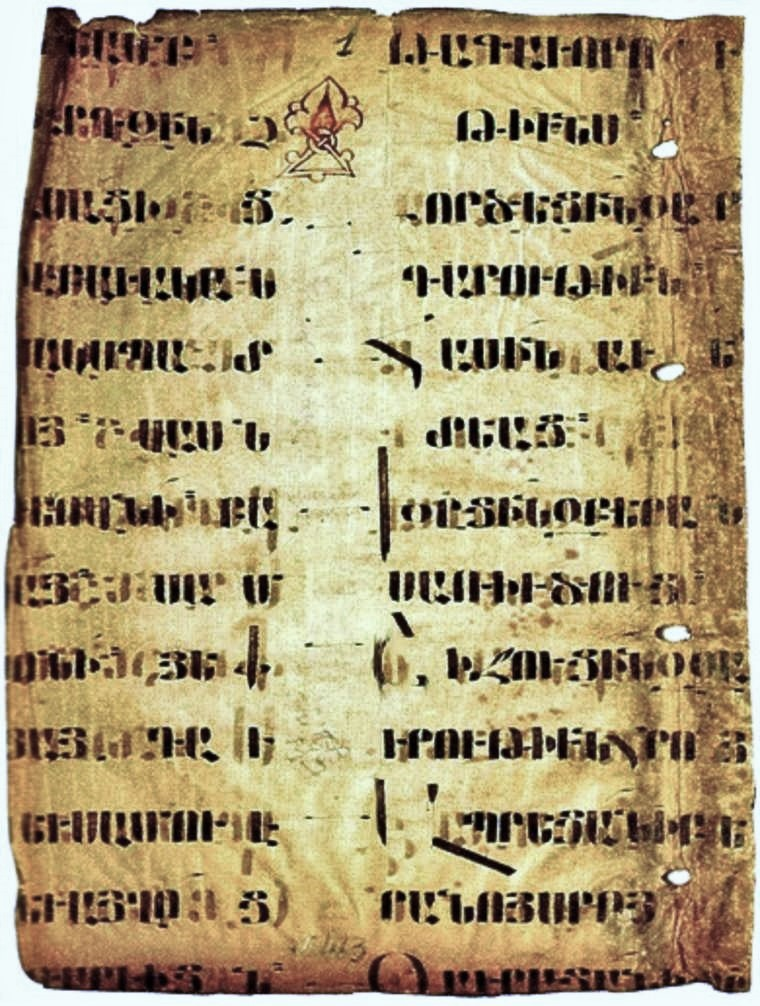
Вірменський манускрипт V—VI століть

До V століття у Великій Вірменії як офіційне письмо використовувались грецька, сирійська та давньоперська абетки.
Щодо існування літератури й писемності вірменською мовою до V століття історики й лінгвісти висували різні теорії, що базувались на окремих відомостях історичних джерел. Однак за період до початку V століття не збереглось письмових текстів, написаних вірменською мовою.
Первинно з метою перекладу Біблії та богослужебних книг за ініціативою Месропа Маштоца 404 року до Вірменії з північної Месопотамії були привезені так звані «письмена Даниїла». За якийсь час виявилось, що ця абетка не здатна служить фіксації вірменської мови та в цьому сенсі була неповноцінною. 406 року, після однорічної експедиції до північної Месопотамії Месроп Маштоц створив сучасну вірменську абетку, ставши засновником вірменської національної літератури й писемності. Вірменська літературна мова V—XI століть називається «грабар», тобто письмова; мова XII–XVI століть — середньо вірменська літературна мова; з XVII століття формувалась нововірменська літературна мова «ахшарабар». Абетка Маштоца використовується вірменами вже понад 1600 років.

### Раннє середньовіччя

#### «Золота доба» давньовірменської літератури. V століття

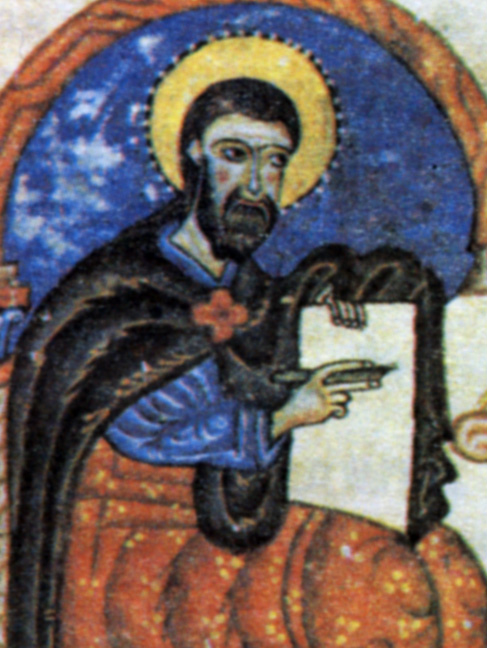
Мовсес Хоренаці (з мініатюри XIV століття)

Історія вірменської літератури налічує близько двох тисячоліть. Давньовірменська література почала розвиватись із 406 року, коли вчений та проповідник християнства Месроп Маштоц створив сучасну вірменську абетку. Виникнувши у V столітті, вірменська література доволі швидко почала розвиватись як оригінальна й багатожанрова. Для ранньосередньовічної доби її розвитку характерні твори як світського, так і церковно-релігійного змісту. В літературі V століття своїм значенням особливо відзначається історіографія або жанр історичної прози. Основні особливості жанру проявились уже в початковому періоді його виникнення — у другій половині V століття, та різними проявами збереглись до пізнього середньовіччя.

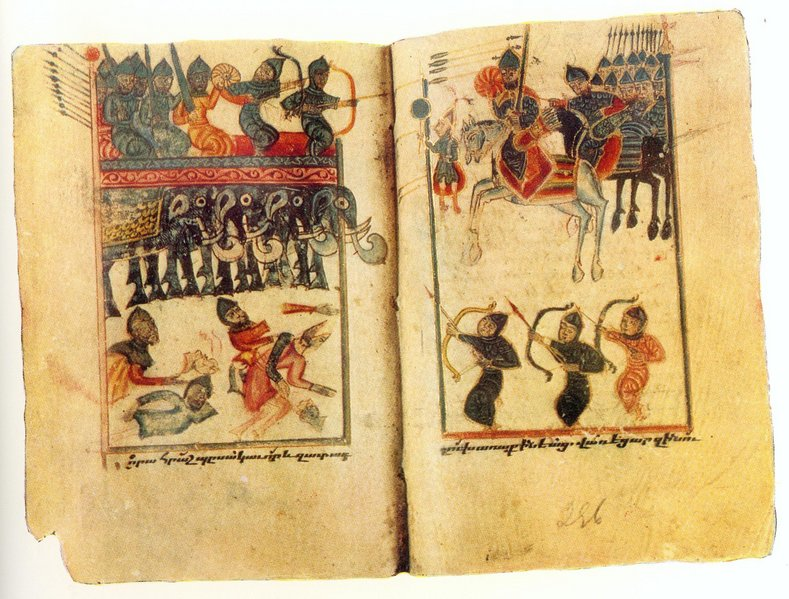
Єгіше, «Про Вардана та війну вірменську» (з рукопису XV століття)

Історіографічним творам притаманна масштабність і широке висвітлення історичних реалій, розгляд історії Вірменії паралельно з історією інших народів і держав, завдяки чому ці праці набувають особливої цінності й виходять з рамок національних граней. Завдяки цьому в давньовірменській літературі збереглась значна кількість відомостей (подекуди унікальних) про Візантію, Персію, арабів, хрестоносців тощо. Вершиною вірменської літератури доби є праця «Історія Вірменії» Мовсеса Хоренаці. Він був першим серед вірменських авторів, хто створив повномасштабну історію Вірменії з найдавніших часів до часів життя автора. Працю написано у 480-х роках. Вже у V столітті були створені капітальні історичні праці «Історія Вірменії» Фавстоса Бузанда, Агатангелоса, праця «Про Вардана та війну вірменську» Єгіше тощо. Ці праці є важливими історичними джерелами, як для історії Вірменії, так і сусідніх держав (Грузія, Іран). Класичний період вірменської історіографії V століття завершує «Історія Вірменії» Лазара Парпеці. Процвітав літературно-історичний напрямок «Життів» і «Мучеництв», багато з яких мають важливе значення. Найвідоміше з них — «Життя Маштоца» Корюна, написане у 440-х та яке вважають оригінальним письмовим пам'ятником вірменської літератури.
Давньовірменська література тісно пов'язана з церквою та мистецтвом богослов'я. Найважливішою пам'яткою цього напрямку літератури V століття є праця Єзніка Кохбаці «Книга заперечень» — один із шедеврів давньовірменської літератури, написаний між 441 та 449 роками. Тоді ж було створено патристичний твір «Велемовні промови», імовірним автором якого є Маштоц.
З початку розвитку вірменської літератури процвітало мистецтво поезії, що мало на той момент ще церковно-релігійний характер (духовні гімни), що характерно для раннього періоду всіх християнських культур. Найбільш визначними діячами шараканів — вірменської гімнографії — стали Ованес Мандакуні, Месроп Маштоц і деякі інші, творчість яких покладено в основу вірменської поезії наступних століть. Мамбре Верцанох вважається автором 3 гомілій.

#### VI—IX століття

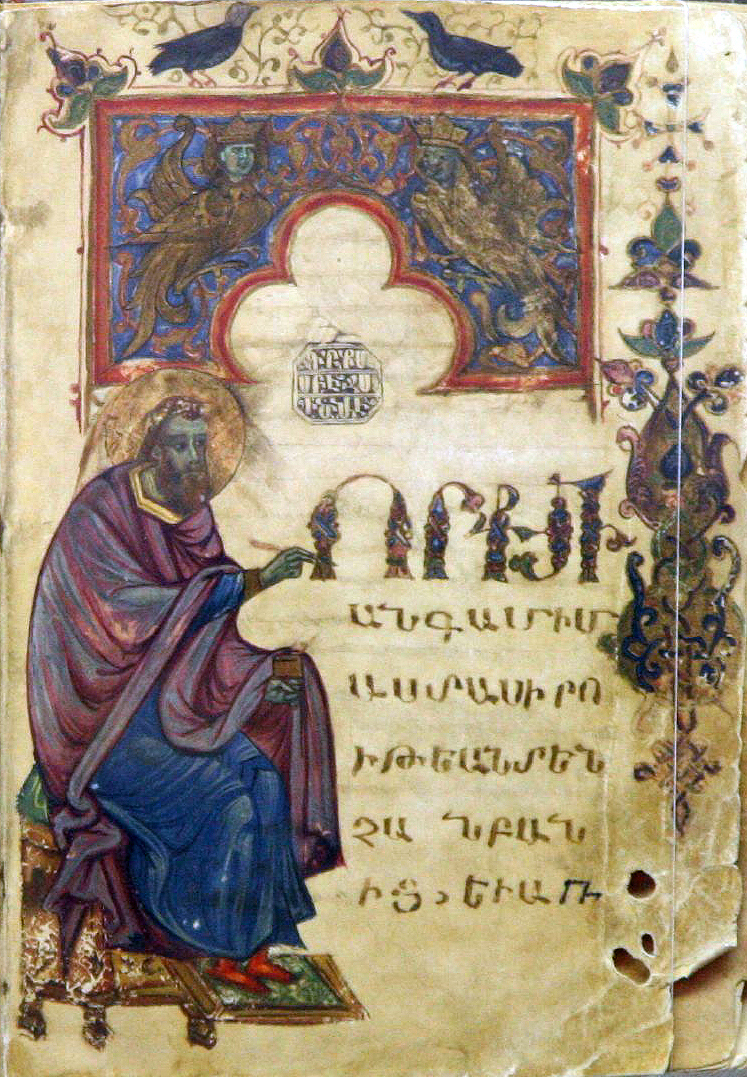
Давид Анахт

У VI столітті найбільш примітною історичною працею була «Хронографія» Атанаса Таронаці. Петрос Сюнеці розвинув традиції церковної поезії. В ту добу жив найвидатніший вірменський філософ-неоплатонік Давид Анахт, твори якого також є зразками високого риторичного мистецтва. З VI століття збереглась богословська збірка, відома як «Книга послань». У ній зібрано твори давньовірменських авторів Ованнеса Габелеанці, Мовсеса Єлвардеці, Григора Кертога та інших.. Для історії вірменської писемності того століття також помітними є праці Авраама Маміконянца.
VII століття стало добою нового відродження вірменської історіографії. Було створено капітальну історичну працю Себеоса «Історії імператора Іракла», Ованес Мамікоян написав «Історію Тарона». Примітним також є і той факт, що у Себеоса вперше з'явився сюжет про Хосрова й Ширін. Також розвинулась власне художня література. Наприкінці VII століття Давтак Кертог написав свою знамениту елегію «Плач на смерть великого князя Дживаншира» — найдавніший (із тих, що збереглись) твір вірменської світської поезії (акростих із 36 строф, за кількістю літер у вірменській абетці). У догматичній літературі важливе місце посідає збірка «Заповіт віри», створена у 620-х роках (Ованес Майраванеці й інші), до неї увійшли антихалкідоністські твори й релігійні пісні. На межі VI та VII століть Вртанес Кертог написав трактат «Про іконоборство». У VII столітті жив Ананія Ширакаці, автор безлічі творів у різних галузях науки й філософії.
Найвизначнішим твором VIII століття стала праця Гевонда «Історія Халіфів», завершена близько 790 року. Розвивається життєва література («Життя Ваана Гохтнеці», 737). Було створено твори богословського характеру — трактати, промови (Ованеса Одзнеці тощо).
Історіографічні праці тієї доби є важливими історичними джерелами для вивчення історії як власне Вірменії, так і сусідніх держав та регіонів.
У VII—VIII століттях вірменська духовна поезія увійшла до нового етапу свого розвитку. Вона характеризувалась збагаченням змісту й методів поетичного висловлення. Одним із найкращих творів того періоду був «Андзінк Нвіреалк» Комітаса Ахцеці. Духовну поезію розвивали до нового ступеня Саак Дзорапорці, Ованес Одзнеці й інші. Серед поетів VIII століття зустрічаються також жінки — Саакдухт, Хосровідухт («Шаракан Ваану Гохтнеці»). Степанос Сюнеці, окрім духовних гімнів, писав антихалкідонітські полемічні твори тощо.
Наприкінці IX—початку X століть Товма Арцруні створив свою знамениту «Історію дому Арцруні», виклавши історію всієї Вірменії. Анонімний оповідач (Псевдо-Шапух Багратуні) написав історію доби Багратідів. До IX століття належать «Історії святого патріарха Саака й вардапета Маштоца». Найвизначніші поети-гімнографи тієї доби: Амам Аревелці й Вардан Анеці.

### Високе та пізнє середньовіччя

#### X—XII століття

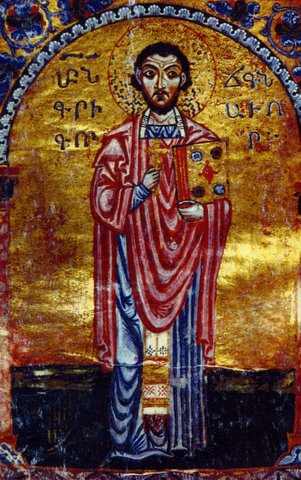
Григор Нарекаці (рукопис 1173 року)

Вірменська література, починаючи з X століття набула нових якісних проявів, пов'язаних з політичними, економічними та суспільними змінами у Вірменії. Історична проза, яка у V—IX століттях була основним жанром літератури, почала поступатись місцем жанрам поетичного слова. Стародавні літературні жанри суттєво оновились із точки зору форм і змісту, з'явились нові напрямки. З X століття знову відродилась історіографія. Період від X до XIV століття історики й культурознавці часто називають Вірменським відродженням. Було створено визначні історичні праці, зокрема Ованес Драсханакертці близько 924 року завершив «Історію Вірменії», близько 982 року «Історію Вірменії» написав Ухтанес. Мовсес Каганкатваці написав «Історію Агванка», в основному змальовуючи долі двох вірменських провінцій Арцаха й Утіка. В агіографічній літературі примітна «Історія святого Нерсеса Партева, вірменського патріарха», написана Месропом Вайодзореці 967 року. Також було створено трактати церковно-релігійного характеру («Корінь віри» Ананії Нарекаці тощо).
На межі X й XI століть, за доби посилення Багаратидської Вірменії, у вірменській історіографії відзначаються тенденції створення нової (після Хоренаці) загальної історії Вірменії та сусідніх регіонів. Була створена «Загальна історія» (завершена близько 1004 року) Степаноса Таронаці. Ще однією визначною історичною працею XI століття є «Оповідання» Арістакеса Ластіверці, написані між 1072 та 1079 роками. У праці Ластіверці подано трагічні події у Вірменії XI століття — візантійські завоювання, варварські набіги тюрксько-сельджуцьких кочівників. Григор Магістрос запровадив до вірменської літератури епістолярний жанр.
Підйом поезії передусім був пов'язаний з творами Григора Нарекаці. З його творчості почалась тематика кохання та природи у вірменській ліриці. 1002 року Нарекаці завершив свою знамениту поему — «Книгу жалобних співів». Цей твір вважається одним із шедеврів середньовічної вірменської літератури. Поезія розвинулась у творчості Григора Пахлавуні, Вардана Анеці й інших. З твору Вардана Айказна зародився жанр біографічної поеми. На рубежі XI—XII століть жив відомий поет і філософ Ованес Імастасер.
Починаючи з XII століття на заміну грабара — давньовірменської літературної мови, прийшла середньовірменська.
Важлива історична праця століття «Хронографія» Матеоса Урхаєці, що також містить подробиці Першого хрестового походу. Наприкінці XII століття Самуел Анеці написав історичну працю «Літопис». Її історія містить особливо цінні відомості з історії Вірменії, Кілікійського царства й сусідніх держав тієї доби. Історичну науку розвивали Мхітар Анеці й інші. Як з точки зору загального змісту, так і поетичної форми новим словом стала творчість Нерсеса Шноралі. 1145 року останній написав поему «Елегія на взяття Едеси», один з перших творів політичної поезії у вірменській літературі. Шноралі — основоположник жанру вірменської епічної поеми. Для вірменської літератури тієї доби важливе місце посідала творчість Мхітара Гоша. Він був одним із засновників художньої прози у вірменській літературі, збереглись близько 190 його байок. Йому належить фундаментальна канонічна збірка — Судебник. У поемі «Плач про Єрусалим» (1189, близько 3000 рядків) Григора Тха відображено політичні події доби в Кілікійському царстві. Нерсес Ламбронаці створив церковні вірші та промови.

#### XIII—XVI століття
В історіографії XIII століття особливе місце посідає «Історія Вірменії» (написана між 1241 та 1266 роками) Кіракоса Гандзакеці. Праця охоплює тисячолітній період вірменської історії. Наприкінці того ж століття Степанос Орбелян завершив свою капітальну історичну працю «Історія області Сісакан», що містить цінні відомості про одну з ключових історичних областей Вірменії, провінцію Сюнік. У 1270-х роках завершив «Літопис» Смбат Спарапет, виклавши історичні події у Вірменії та Кілікії, починаючи з середини X століття. Мхітар Айріванеці наприкінці століття написав «Хронографічну історію». Значні історичні праці написали Вардан Аревелці, Степанос Єпископ та інші.

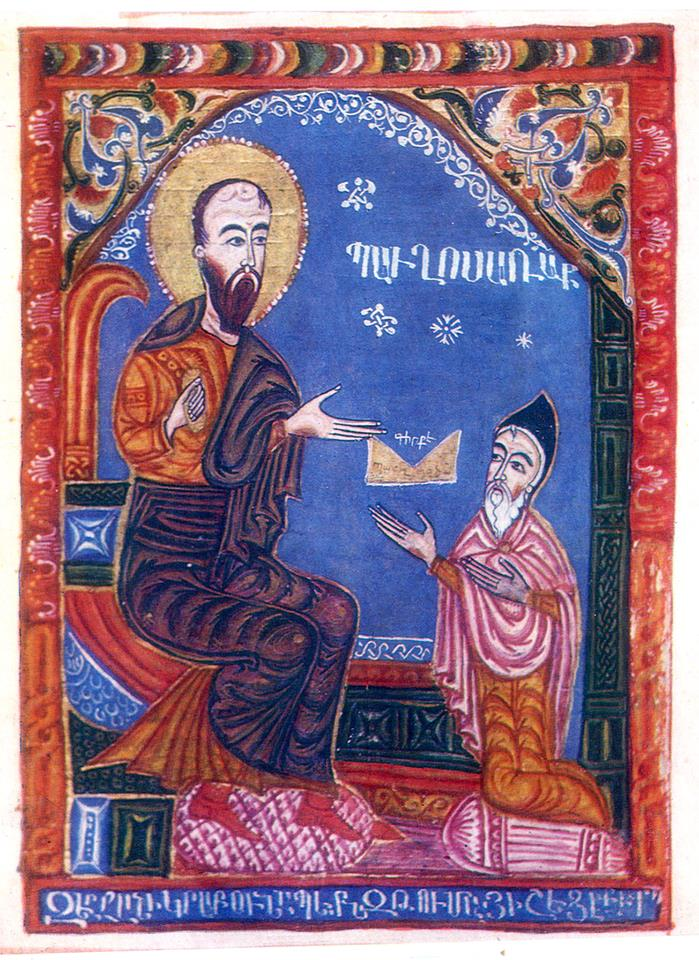
Товма Мецопеці (рукопис 1435 року)

XIII століття відзначалось бурхливим розквітом власне художньої літератури. Художнє відображення монгольського ярма та проблема соціальної нерівності посідають чільне місце в літературі Фріка. З його доробку збереглось близько 50 тагів. Для вірменської поезії тієї доби особливе значення також мав Костандін Єрзнкаці, один із засновників любовної лірики у вірменській поезії. У творах Єрзнкаці славиться життя, пробудження весни та кохання, природа й людина. У творчості Хачатура Кечареці важливе місце займає психологічний образ середньовічної людини. Визначним поетом доби став Ованес Ерзнкаці Плуз. Художня проза розвивалась у творчості Вардана Айгекці, байки якого були зібрані до «Лисячої книги». Важливим діячем вірменської писемності XIII століття був Ованес Тавушеці, автор христоматичної енциклопедичної збірки, що розповідає про історію вірменської культури до XIII століття.
Однією з вершин середньовічної вірменської поезії були айрени. Чисельність айренів сягала 500 творів, що здебільшого належали анонімним авторам. Айрени — це чотиривірш (іноді — п'ятивірш), як правило, з наскрізною римою. Традиційне датування айранів: XIII—XVI століття. Найчастіше темою айренів служить кохання, іноді — кохання й розлука. Є також відносно великий цикл айренів поневірянь, присвячених рідній землі чи долі блукача. Певну кількість айренів можна було б назвати лірико-філософськими (іноді їх називають айренами роздумів).
На початку XIV століття Гетум написав «Літопис». Історичні твори писали Нерсес Палієнц, Ованес Арджишеці й інші. Для вірменської літератури тієї доби ключове місце посідала творчість Ованеса Тлкуранці. Останній оспівував та прославляв кохання, жіночу красу, природу. Примітними є твори Кіракоса Єрзнкаці. Незважаючи на християнську догматику, процвітала лірика, в якій перевага віддавалась мирським прагненням людини. На межі XIV—XV століть жив Григор Хлатеці, автор «Спогади про біди [Вірменії]».
Основною працею вірменської історіографії XV століття є «Історія Тимура та його наступників» (завершено 1440) Товма Мецопеці. Праця вважається одним з основних історичних джерел доби тимуридів Закавказзя. У творчості Мкртіча Нагаша, Григора Хлатеці традиції середньовічної вірменської світської поезії сягали нових висот. Аракел Сюнеці написав поему «Адамова книга» (1403), Аракел Багішеці — поему «Елегія на взяття Стамбула» (1453). Акоп Нетраренц, Григор Арцкеці та інші розвивали традиції гімнографії, процвітав жанр життів і мучеництв. Серед історіографічної літератури примітна також «Історія країни франків» Мартіроса Єрзнкаці, з якого бере початок жанр подорожніх заміток у вірменській прозі.
Серед історичних праць XVI століття відзначається хроніка Ованісика Цареці. На відміну від історіографії тієї доби бурхливо процвітала поезія. Найвизначнішими авторами тієї доби стали Григоріс Ахтамарці, Акоп Тохатці, Мінас Тохатці, любовна лірика сягає своїх вершин у віршах Наапета Кучака. Вірші Кучака традиційно називались айренами. Найбільшим культурним досягненням того часу став вірменський книжковий друк.

### Нові часи, XVII—XVIII століття

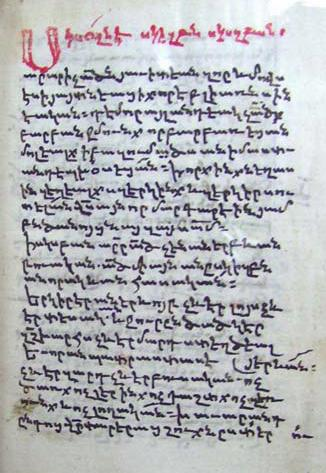
Рукопис вірменського поета ашуга XV—XVI ст. Ованеса Тлкуранці

У XVII—XVIII століттях панівною літературою залишалась лірика, що розвивалась за трома основними напрямками: світські твори тагів, релігійно-патріотична поезія, народні пісні гусанів. Ці напрямки за своїми характерними рисами фундаментально не відрізняються одне від одного, часто представляються взаємними літературними впливами та як плід художнього мислення однієї доби. У творчості одного поета часто можна відчути різні тенденції поезії часу. Цим характерна, наприклад, літературна спадщина Мартіроса Крімеці, де сполучено як світські твори та ашузька поезія, так і духовні пісні. Натомість три основні напрямки поезії доби відрізняються у різні періоди часу за своїм стилем, поетичними характеристиками, тематикою та спрямованістю. Так наприклад, релігійно-патріотична поезія повторювала та своєрідно продовжувала традиції середньовічної релігійної та історично-політичної поезії. Релігійно-патріотична поезія зберігала свої культурні зв'язки з духовною музикою. Були відроджені основні жанри класичної поезії —гандз і таг. Ці жанри розвивались у творчості авторів XVII століття Нерсеса Мокаці, Степаноса, Акопа й Хачатура Тохатеці, Вардана й Ованеса Кафаєці, Вртанеса Скевраці, Єремії Челебі Кеомурчяна тощо, а також у авторів XVIII століття Симеона Єреванці, Багдасара Дпіра, Петроса Капанці, Григора Ошаканці й інших, які як у Вірменії, так і у діаспорі очолювали національно-культурне життя, сприяли розвиткові ідеології національно-визвольної боротьби. Найвизначніший автор релігійно-патріотичної поезії — Єремія Кеомурчян, який залишив значний літературний доробок. Найвизначніші автори цього напрямку XVIII століття: Багдасар Дпір і Петрос Капанці, творчість яких була перехідною до нового напрямку класицизму.

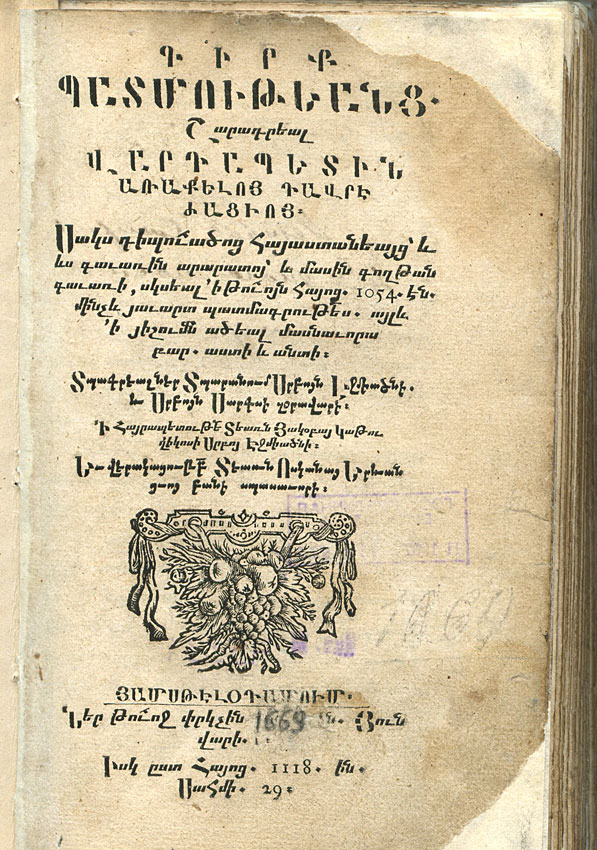
Обкладинка першого прижиттєвого видання «Історії Вірменії» Аракела Давріжеці, 1669, Амстердам

У XVII столітті знову відродилась вірменська історіографія. Було створено значні історичні праці: «Історія» Аракела Давріжеці (завершено 1662), «Хроніка» Закарії Канакерці, «Хронографія» Григора Даранагеці (написано між 1634 та 1640 роками) тощо.
Інший напрям лірики XVII—XVIII століть своїм корінням походить від середньовічної світської поезії тагів, натомість маючи глибокий вплив народної творчості гусанів. Світська поезія тієї доби представлена новим стилем, що звичайно було плодом художнього мислення нового історичного часу. Мова, в основному середньовірменська літературна, рідко — грабар. Основна тема — кохання, жіноча краса. Окремою тематикою представлена поезія пандухтів — поезія туги людей, які живуть за межами батьківщини. Значного розвитку набула сатира, поезія соціальних мотивів тощо. Найвизначніші поети доби: Казар Себастаці, Степанос Варагеці, Степанос Даштеці, Давид Саладзорці, Нагаш Овнатан та інші. Серед них найбільшим ліриком був останній. Значний внесок до розвитку літератури століття зробили Багдасар Дпір і наступні представники його літературної школи.
Третій напрям лірики XVII—XVIII століть представлено трьома гілками: народна, народно-гусанська й ашузька поезія. Народно-гусанська творчість XVII—XVIII століть представлена як власне народним, так і східно-ашузькими стилями, в основному творчістю айренів. Найвідомішими ашугами того часу були Мкртіч, Артін, Крчік-Нова й інші. Верхівкою вірменської ашузької поезії XVIII століття була творчість Саят-Нови.
У XVII столітті формувався окремий вид історичної хронографії — подорожні замітки. Відомі автори цього історіографічного типу: Закарія Агулеці, Мінас Амдеці й інші.
В рукописах XVII—XVIII століть збереглись деякі драматичні твори, найдавніший з яких перша вірменська драма «Загибель святої Ріпсіме», яку було поставлено у вірменській католицькій школі Львова 1668 року.

### XIX століття
Класицизм став основним напрямком вірменської літератури кінця XVIII — початку XIX століть. Його основні представники — Саркіс Мірза Ванандеці, Томачян, Мінасян та інші — пробуджували національну самосвідомість, робили значний акцент на ідеї визволення вірменської нації від іноземного ярма.
Грабар — давньовірменська мова, вже не була доступною для широких кіл читачів, літературу сучасною для народу мовою представляла в основному ашузька поезія. Вона набула особливої популярності вже у першій половині XIX століття. З 1820-х у вірменській літературі почалась боротьба між прибічниками використання давньовірменської та нововірменської мов як літературної — так званий грапайкар. Серед головних ідеологів ново вірменської літературної мови слід відзначити Аламдаряна та Тагіадяна. У літературному житті середини століття важливе місце посідав Алішан. У XIX столітті поклав початок нової вірменської літератури Хачатур Абовян, написавши роман «Рани Вірменії» (1841–1843, видання 1858). Роман розповідає про те, як на території Східної Вірменії тривали війни між Персією та Росією. Роман написано західно-вірменським діалектом. З його іменем пов'язано затвердження прогресивного романтизму у вірменській літературі. Літературні традиції Абовяна набули нового розвитку в середині XIX століття. Прогресивна вірменська інтелігенція групувалась навколо журналу «Юсісапайл» («Північне сяйво»), що видавався у Москві.

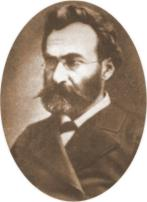
Раффі — автор історичного роману Самвел

У середньовіччі в Західній Вірменії вели активну літературно-публіцистичну діяльність Свачян, Чілінкірян, Мамурян та інші. З творами М. Пешикташляна та П. Дуряна пов'язано початок романтизму в західно-вірменській літературі. В їхній творчості важливе місце посідала ідея національно-визвольної боротьби проти турецького ярма.
Письменник Рафаел Патканян у 1870—1880-х роках у своїй творчості, зокрема в циклі «Військові пісні» (1878) висловив прагнення вірменського народу домогтись визволення від османського панування за допомогою Росії. Його література тісно пов'язана з традиціями Абовяна. Проблема соціального розшарування вірменської давнини лежить в основі соціально-побутових романів Прошяна «Соє і Вартітер» (1860), «Через хліб» (1879), «Мироїди» (1889) тощо. Ідея просвіти посідає ключове місце в літературі Агаяна. Боротьбі проти соціального зла присвячена його повість «Дві сестри» (1872).
Основоположником вірменської реалістичної драматургії вважається Габріел Сундукян («Пепо», пост. 1871, вид. 1876). Його творчість значно вплинула на подальший розвиток національної драматургії й театру.
Зачинатель реалістичної драматургії в літературі західних вірменів був Акоп Паронян. Останній висміював суспільні норми того часу, викривав свавілля, що панувало в Османській імперії («Вельмишановні жебраки», 1891; «Стовпи нації», кн. 1—3, 1879—1880; «Дядько Багдасар», 1886 тощо).
Романісти Раффі, Церенц, публіцист Арцруні — редактор газети «Мшак» («Трудар»), стали головними виразниками ідей національно-визвольної боротьби 1870—1880 років. Серед них особливо відзначається творчість Раффі, автора романів «Хент» (1880), «Кайцер» (1878, публ. т. 1—3, 1883–1890). У них Раффі закликав до національного визволення від османського гніту збройним повстанням за допомогою Російської імперії. Його романи «Давид-бек» (1881–1882), «Самвел» (1886) відіграли вкрай важливу роль у розвитку національної прози, зокрема історичного роману.
Провідним напрямком вірменської літератури 1880—1890 років став реалізм. Найвизначніші прозаїки тих часів — Нар-Дос, Мурацан, Арпіарнян, Зохраб та інші. В ту добу творив Олександр Ширванзаде, який у своїй творчості торкався процесів затвердження буржуазних відносин у Закавказзі. Його найбільші твори: роман «Хаос» (1898); драма «Через честь» (1905) та інші. Примітні твори Ованеса Ованісяна. Соціальні мотиви знайшли відображення в поезії Олександра Цатуряна.
Творчість Ованеса Туманяна стала синтезом традицій вірменської літератури XIX століття. Туманян — автор низки реалістичних поем («Ануш», опубл. 1892 тощо), в яких автор майстерно зобразив картини рідної природи, показав побут народу, соціальні протиріччя, торкнувся також питань національно-визвольної боротьби. Туманяну належить одна з найкращих обробок вірменського епосу «Давид Сасунський» (1902).
Аветік Ісаакян вважається найвидатнішим поетом кінця XIX та першої половини XX століття, у творах якого відбились трагічні судьби вірменського народу 1890-х і подальших років.

### XX століття
На початку XX століття продовжували свою творчу діяльність Туманян, Ісаакян та багато інших визначних авторів. В історії вірменської поезії початку XX століття особливе місце посідав Ваан Тер'ян, його перша збірка віршів «Мрії сутінків» (1908) одразу набула значної популярності. Найвидатнішими поетами Західної Вірменії того періоду був рано померлий Місак Мецаренц, а також загиблі під час геноциду Даніел Варужан, Сіаманто й Рубен Севак. Залишаючись відданими традиціям вірменської класичної літератури, тією чи іншою мірою вони відчули вплив західноєвропейського та власне французького символізму.
Наприкінці 1920 року у Вірменії була встановлена радянська влада, що принесло з собою новий етап в історії вірменської літератури, коли вона розвивалась за умов гострої ідейно-політичної боротьби.

В 30-х рр. вірменська література збагатилася творами О. Шираза, Г. Боряна, A. Граші, В. Алазана, С. Таронці, Р. Кочара.

У 1920—1930 роках творив найвидатніший поет тієї доби Єгіше Чаренц, творчий шлях якого розпочався ще у 1910-х. Його найкращі поеми («Навіжений натовп», 1919 тощо) та збірки («Книга дороги», 1933 тощо) створили традиції, які знайшли своє продовження у творах наступних поколінь вірменських поетів.

## Письмова спадщина

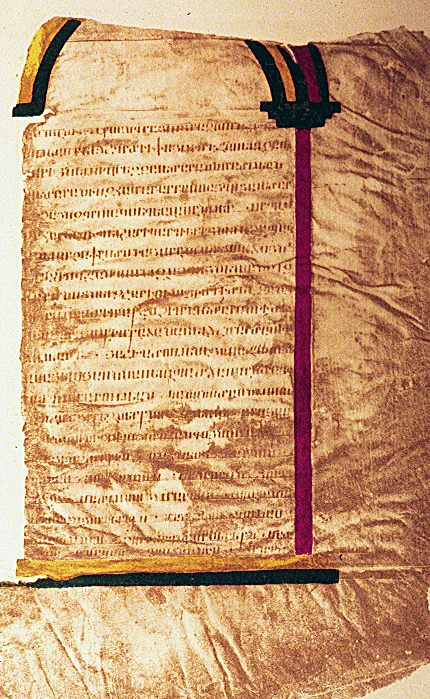
Сторінка рукопису, 887

Дотепер збереглось понад 25 тисяч рукописних пам'яток вірменської писемності, створених упродовж V—XVIII століть, а також понад 4 тисячі фрагментарних манускриптів.
Перші пам'ятки письмової культури датовані V століттям н. е., однак упродовж століть іноземні загарбники знищили величезну кількість рукописів (тільки в XI столітті Стефанос Орбелян зазначав 10 тисяч). З часів виникнення вірменського книжкового друку (1512) до 1800 року було видано понад 1154 найменувань вірменських книжок (друге місце за кількістю після російськомовних видань серед мов СНД і Прибалтики). Завдяки діяльності Акопа Мегапарта вірменська мова стала першою мовою книжкового друку серед мов того ж регіону, а також багатьох мов Азії.
| Найдавніші манускриптні та клинописні фрагменти                   | V—VI століття |
| Найдавніший оригінальний письмовий твір («Життя Маштоца»)         | 440-ві        |
| Найдавніший рукопис, що зберігся цілком («Євангеліє Богоматері»). | VII століття  |
| Найдавніший твір світської поезії                                 | VII століття  |
| Найдавніший чітко датований рукопис.                              | 862           |
| Найдавніший чітко датований рукопис, що зберігся цілком           | 887           |
| Найдавніший паперовий рукопис (4-й за давністю у світі).          | 981           |
| Найбільший рукопис, що зберігся                                   | 1200–1202     |
| Найменший рукопис, що зберігся                                    | XV століття   |
| Перша друкована книга («Урбатагірк»)                              | 1512          |
| Перше періодичне видання вірменською (журнал «Аздарар»)           | 1794          |

## Твори вірменської літератури, перекладені українською
- Нарекаці Г. Книга трагедії / М. Нестерчук (пер.). — Львів: Каменяр, 2003
- Давид Сасунський: Вірменський народний епос. — К., 1939
- Давит Сасунці: Вірменський народний епос. — К., 2003
- Раффі. Самвел. — К.: Веселка, 1989
- Ананян В. Бувальщини і казки гір. — К., 1979
- Ананян В. На березі Севану. — К., 1952
- Бакунц А. Альпійска фіалка. — К., 1973
- Галшоян М. Дзорі Міро; Горнило. — К.: Дніпро, 1981
- Ґриґорян В. Одвічне повернення. — Харків: Фоліо, 2020
- Емін Г. Поезії. — К., 1981
- Єґіазарян Б. Сорок джерел. — Львів: ВСЛ, 2018
- Зорян С. Безпритульний Аршо. — X., 1930[42]
- Зорян С. Історія одного життя. — К., 1969
- Зорян С. Повісті. Оповідання. — К., 1955
- Зорян С. Рафі Сафо. — 1990
- Ісаакян А. Поезії. — К., 1975
- Лусінян Р. Злодій і скрипка: Повісті. — Львів: Каменяр, 1968
- Матевосян Г. Ми і наші гори. — К., 1975
- Матевосян Г. Зелена долина: Оповідання. — К.: Веселка, 1982
- Ованесян Р. Чудесний садівник: Поезії. — К., 1989
- Пачян А. Робінзон: Оповідання. — Львів: ВСЛ, 2015
- Петросян В. Вірменські ескізи. — К., 1978
- Петросян В. Самотня горішина. — К., 1989
- Севак П. Немовкнуча дзвінниця / М. Нестерчук (пер.). — Львів: Каменяр, 2008
- Симонян К. До побачення, Натанаєле! — К.: Веселка, 1983
- Туманян О. Вибрані твори. — К., 1969
- Туманян О. Вибрані твори. — К., 1972
- Туманян О. Дітям. — К., 1969
- Халафян З. Жила-була людина. — К., 1980
- Ханзадян С. Три роки 291 день. — К., 1984
- Хечоян Л. Ладанові дерева: Повість та оповідання. — Львів: Срібне слово, 2012
- Чаренц Є. Вибране. — К., 1957
- Чаренц Є. Вибране. — К., 1977
- Чаренц Є. Книга шляху / М. Нестерчук (пер.). — К.: Пульсари, 2013
- Ширванзаде О. Хаос. — К., 1961
- Вірменська радянська поезія. — К., 1980
- Вірменське радянське оповідання. — К., 1987
- Вірменські оповідання. — К., 1973
- Вірменські народні казки. — К.: Веселка, 1977
- Поезія Вірменії / М. Нестерчук (упор. та пер.). — Єреван: ArPrint, 2011
- Севанський світанок. Антологія молодої вірменської поезії. — К., 1973[43]
- Антологія літератур Сходу / Ковалівський А. (упор.). — Харків: Видавництво Харківського ордена трудового червоного прапора державного університету імені О. М. Горького, 1961. — 453 с.[44]